# Entkoffeinierung
Die Entkoffeinierung ist ein Prozess, mit dem Kaffeebohnen oder Teeblättern das enthaltene Koffein durch Lösungsmittel teilweise oder nahezu vollständig entzogen wird. Reste des Lösungsmittels entweichen spätestens beim Rösten der Kaffeebohnen. Für Tee sind nur physiologisch unbedenkliche Lösungsmittel verwendbar, die ohne Erhitzen weitgehend abdampfen.

## Arten

### Entkoffeinierung von Kaffee
Im Falle von Kaffee beginnt der Entkoffeinierungsprozess bereits mit den noch grünen und ungerösteten Bohnen. Im Allgemeinen lässt man die Bohnen unter Einwirkung von warmem Wasser oder Wasserdampf zuerst quellen. Anschließend wird das in den Bohnen enthaltene Koffein mit einem Lösungsmittel extrahiert. Da in einem Prozessdurchlauf jeweils nur ein Teil des enthaltenen Koffeins entzogen werden kann, muss der Prozess sehr oft wiederholt werden, um auf die maximal 0,1 Prozent Restgehalt zu kommen, die in der EU für koffeinfreien Kaffee vorgeschrieben sind.
Kaffee enthält ca. 400 chemische Bestandteile, die wesentlich für den Geschmack und das Aroma des aufgebrühten Getränkes verantwortlich sind. Abhängig vom Entkoffeinierungsverfahren werden diese Bestandteile ebenfalls in mehr oder weniger großem Umfang entfernt, was zu unerwünschten geschmacklichen Veränderungen des Kaffees führen kann.
Weltweit arbeiten Forscher an der Herstellung von Kaffeesorten mit reduziertem Koffeingehalt. 2004 fand eine brasilianische Forschungsgruppe bei genetischen Versuchen mit Arabica-Kaffee mehrere Varianten, die praktisch kein Koffein enthielten. Arbeitsgruppen an den Universitäten von Glasgow, Tokio und am Institut Integrated Coffee Technologies auf Hawaii forschen an der Herstellung von koffeinfreien Kaffeepflanzen mittels Gentechnik. In Zukunft könnte es so möglich sein, auf die kostenintensive Entkoffeinierung ganz zu verzichten.

#### Roselius-Verfahren
Das erste kommerziell genutzte Verfahren zur Entkoffeinierung wurde 1903/1905 von Ludwig Roselius entwickelt und patentiert. Roselius hatte den Verdacht, dass sich sein zuvor verstorbener Vater, der ein starker Kaffeetrinker war, mit Koffein vergiftet habe. Daher suchte er nach einer Möglichkeit, dem Kaffee das Koffein zu entziehen. Beim Roselius-Verfahren werden die Bohnen mit Salzwasser vorgequollen. Als Lösungsmittel kam zuerst das giftige und krebserregende Benzol in der Extraktion zum Einsatz, weshalb dieses Verfahren heute nicht mehr verwendet wird.
Auf diese Weise entkoffeinierter Kaffee wurde in den meisten Gebieten Europas als Kaffee Hag, in Frankreich als Café Sanka und später unter der Marke Sanka in den USA verkauft. Später wurden wegen des schädlichen Benzols für Kaffee-HAG und Sanka andere Lösungsmittel, wie Hexan und überkritisches Kohlenstoffdioxid im Entkoffeinierungsverfahren eingesetzt.

#### Schweizer-Wasser-Prozess (SWP)
Bei diesem Ende der 1970er Jahre von der Swiss Water Decaffeinated Coffee Company entwickelten Verfahren werden in einem ersten Schritt Bohnen solange mit heißem Wasser behandelt, bis das gesamte Koffein und andere feste Bestandteile herausgelöst sind. Die Bohnen dieses ersten Verfahrensschrittes werden entsorgt. Das Wasser mit dem gelösten Koffein und anderen Kaffee-Bestandteilen läuft anschließend durch einen Aktivkohlefilter, mit welchem die Koffeinmoleküle entfernt werden. Dem nun koffeinfreien Wasser werden in einer ähnlichen Filterapparatur neue Kaffeebohnen zugegeben. Da das Wasser bereits mit gelösten Kaffeebestandteilen angereichert ist, wird diesmal nur das Koffein gelöst und die anderen geschmacksbestimmenden Inhaltsstoffe der Kaffeebohnen bleiben erhalten. Der Prozess wird solange wiederholt, bis der gewünschte Grad der Entkoffeinierung erreicht ist. Die Bohnen werden anschließend getrocknet und sollen so den größten Teil ihres Geschmackes und Aromas behalten, was unter Experten jedoch umstritten ist. Ein Nachteil des Verfahrens sind die relativ hohen Kosten, da das mit der Aktivkohle gebundene Koffein nicht zurückgewonnen und separat weiterverkauft werden kann.
Heute gibt es weltweit nur wenige Werke, die mit dem Schweizer-Wasser-Verfahren arbeiten.

#### Direktes Verfahren
Nach ca. 30-minütigem Einwirken von Wasserdampf werden die Bohnen für 10 Stunden in Dichlormethan oder Ethylacetat als Extraktionsmittel (Lösungsmittel) gelagert. Das Extraktionsmittel wird anschließend abgegossen und Restbestände werden in einem weitere 10 Stunden andauernden Trocknungsschritt entfernt. Die vollständige Entfernung des Lösungsmittels ist insbesondere bei Dichlormethan wichtig, da dieses unter dem Verdacht steht, krebserregend zu sein. Kaffee, der mit Ethylacetat entkoffeiniert wurde, wird teilweise auch als natürlich entkoffeinierter Kaffee bezeichnet, da Ethylacetat auch in verschiedenen Früchten und Gemüsen vorkommt. Die Entkoffeinierung mit diesem Verfahren ist vergleichsweise preiswert. Zulässiger Rückstand von Dichlormethan nach Richtlinie 2009/32/EG des Europäischen Parlaments 2 mg/kg in geröstetem Kaffee und 5 mg/kg im Tee.

#### Indirektes Verfahren
Beim indirekten Verfahren werden zunächst mit heißem Wasser sämtliche wasserlöslichen Komponenten aus den Bohnen herausgelöst wie beim späteren Kochen des Kaffees. Aus dieser Lösung wird dann mit Hilfe von Dichlormethan oder Ethylacetat Koffein extrahiert. Anschließend wird die entkoffeinierte Kaffee-Lösung mit neuen Bohnen erhitzt, wodurch sich ein Löslichkeitsgleichgewicht einstellt und nur noch das Koffein aus den Bohnen extrahiert wird. Dieses Verfahren entspricht im Wesentlichen dem Schweizer-Wasser-Verfahren, jedoch unter Verwendung eines anderen Lösungsmittels.

#### Kohlenstoffdioxid-Verfahren
Mit Wasserdampf vorbehandelte Kaffeebohnen werden in diesem Verfahren bei einem Druck von 73 bis 300 bar mit überkritischem CO2 gespült und somit das Koffein in der fluiden Phase gelöst. Das Kohlenstoffdioxid verdampft, dabei bleibt das reine Koffein zurück. Dieser Zyklus wird jetzt so lange wiederholt, bis der kleinstmögliche Koffeingehalt innerhalb der Bohnen erreicht wird, beziehungsweise bis die Grenze erreicht wird, ab der es gesetzlich erlaubt ist, einen Kaffee als entkoffeiniert zu bezeichnen. Wird diese erreicht, wird der redundante Zyklus gestoppt und die Rohbohnen werden in einen Trockentank entladen, wo sie schonend getrocknet werden. Hier erreichen die Bohnen den ursprünglichen Feuchtigkeitsgehalt und sind röstfertig. Das CO2 wird wieder komprimiert, kondensiert und wiederverwendet.

#### Triglycerid-Verfahren
Die ungerösteten Bohnen werden in einer heißen Wasser-Kaffee-Lösung behandelt, um das Koffein an die Oberfläche der Bohnen zu holen. In einem separaten Behälter werden die Bohnen dann mehrere Stunden in heiße Kaffeebohnenöle eingetaucht. Die in den Ölen enthaltenen Triglyceride entfernen das Koffein aus den Bohnen, jedoch nicht die Geschmacks- und Aromastoffe. Die Bohnen werden anschließend vom Öl separiert und getrocknet.

#### Koffeingehalt von entkoffeiniertem Kaffee
Praktisch alle sogenannten koffeinfreien Kaffees enthalten noch Restbestände an Koffein und gelten deshalb nicht als koffeinfrei, sondern als entkoffeiniert. Der Koffeingehalt von gewerbsmäßig in Verkehr gebrachtem, entkoffeiniertem Kaffee muss laut der für Deutschland umgesetzten EU-Verordnung weniger als 0,1 Prozent in der Kaffeetrockenmasse betragen, wobei sich diese Angabe auf Roh- und Röstkaffee bezieht. Der entsprechende Wert für festen, pastenförmigen und flüssigen Kaffee-Extrakt liegt bei weniger als 0,3 Prozent. In anderen Ländern gibt es weniger restriktive Regeln, so dass der Koffeingehalt dort höher sein kann. Nach Ergebnissen des Florida Maples Center for Forensic Medicine können zehn Tassen entkoffeinierter Kaffee in etwa die gleiche Menge wie ein bis zwei Tassen gewöhnlicher Kaffee enthalten. Der gemessene Koffeingehalt betrug 3 bis 15,8 mg pro Tasse von entkoffeiniertem Espresso sowie 6 bis 6,7 mg pro Tasse für entkoffeinierten Kaffee. Nicht entkoffeinierter Kaffee enthält im Vergleich etwa 85 mg Koffein pro Tasse.

### Entkoffeinierung von Tee
Tee wird für gewöhnlich mit Hilfe des schon für Kaffee verwendeten Kohlenstoffdioxidverfahrenes entkoffeiniert. Verschiedene Teesorten können in ihrem Koffeingehalt variieren, auch weisen junge Blätter und Knospen einen höheren gewichtsbezogenen Koffeingehalt als alte Blätter und Stiele auf. Eine Tasse Tee enthält mit etwa 40 bis 50 mg in etwa die Hälfte des Koffeines einer Tasse Kaffee.
Es ist möglich, den Gehalt von Tee durch eine besondere Vorgehensweise beim Aufbrühen zu beeinflussen. Brüht man den gleichen Tee mehrfach auf, reduziert sich der Koffeingehalt deutlich. So enthielt Tee bei Versuchen beim zweiten fünfminütigen Aufbrühen nur noch ein Drittel des ersten Aufgusses an Koffein, was 23 Prozent des gesamten in den Blättern enthaltenen Koffeins entspricht.